# Manon Simons
Manon Simons (28 januari 1996) is een Belgisch hockeyspeelster. 

## Levensloop
Simons was aangesloten bij Royal Herakles HC. In 2018 maakte ze de overstap naar KHC Dragons. In 2022 keerde ze terug naar de Lierse club.
Daarnaast was ze actief bij het Belgisch hockeyteam. In deze hoedanigheid nam ze onder meer deel aan het wereldkampioenschap van 2014 en het Europees kampioenschap van 2015. Daarnaast trad ze me de nationale ploeg aan in de Champions Challenge van 2014 en de World League van 2015 en 2017.